# Bidochon mère (môman)
Bidochon mère (môman) est le quinzième album de la série Les Bidochon créée par Christian Binet, paru en 1997.

## Synopsis
La mère de Robert est malade. Son fils chéri court à sa rescousse.

## Commentaires
- On retrouve la mère de Robert que l'on n'avait pas vue depuis Roman d'amour, dix-sept ans avant cet album. On apprend ainsi plus de détails sur l'enfance de Robert, ainsi que les raisons du comportement possessif de sa mère, qui en veut au docteur du village de lui avoir administré un laxatif alors que Robert avait avalé un œil de son ours en peluche.
- L'album est une seule histoire complète.
- Christian Binet dénonce les travers de l'élevage moderne à la ferme dans cet album ; ainsi voit-on, par exemple, des poules gigantesques pondre des œufs aussi gros qu'elles. L'auteur dénonce aussi la mentalité de certains agriculteurs : le voisin de la mère de Robert se vante ainsi de « faire de la quantité, et pas de la qualité ».

## Couverture
Robert, tétine en bouche et nounours en main, est dans les bras de sa mère. Au deuxième plan, Raymonde s'occupe à décharger les valises de la voiture.

### Documentation
- Ben, « Môman c'est toi, la plus belle du monde (air connu) », BoDoï, no 1,‎ octobre 1997, p. 36.